# Степенице храбрости
Степенице храбрости је југословенски филм из 1961. године. Режирао га је Ото Денеш који је написао и сценарио.

## Радња
Никша носи црвену заставу и експлозив до врха црквеног торња али је непажљив и скреће пажњу агената. То онемогућује његов и Вјекин излазак из торња. До првомајског јутра, које доноси истицање црвене заставе над окупираним Сплитом, Вјека и Никша тада проводе ноћ заједно после дуго очекиваног зближавања.

## Улоге
| Глумац                 | Улога                 |
| ---------------------- | --------------------- |
| Зоран Милосављевић     | Никша                 |
| Душица Жегарац         | Вјека                 |
| Александар Гаврић      | Динко                 |
| Никола Поповић         | Звонар                |
| Бранимир Тори Јанковић | агент                 |
| Тана Маскарели         | кројачица             |
| Олга Нађ               | госпођа у хаљини      |
| Ивка Берковић          | Нона која даје платно |
| Божидар Враницки       | доктор                |
| Перо Врца              |                       |
| Јадран Пасков          |                       |
| Маринко Матић          |                       |

Комплетна филмска екипа  ▼
| Редитељ                   | Ото Денеш             |                 |
| Сценариста                | Ото Денеш             |                 |
| Композитор                | Бојан Адамич          |                 |
| Директор фотографије      | Ненад Јовичић         |                 |
| Монтажер                  | Клеопатра Харисијадес |                 |
| Монтажер                  | Ива Коси              |                 |
| Сценограф                 | Љубомир Бранковић     |                 |
| Одсек за звук             | Рајко Смедеревац      | тон мајстор     |
| Одсек за камеру и расвету | Душан Недељковић      | сниматељ        |
| Остала екипа              | Нада Недељковић       | секретар режије |